# Колібрі-манго шилодзьобий
Колі́брі-ма́нго шилодзьобий (Avocettula recurvirostris) — вид серпокрильцеподібних птахів родини колібрієвих (Trochilidae). Мешкає в Південній Америці. Це єдиний представник монотипового роду Шилодзьобий колібрі-манго (Avocettula).

## Опис

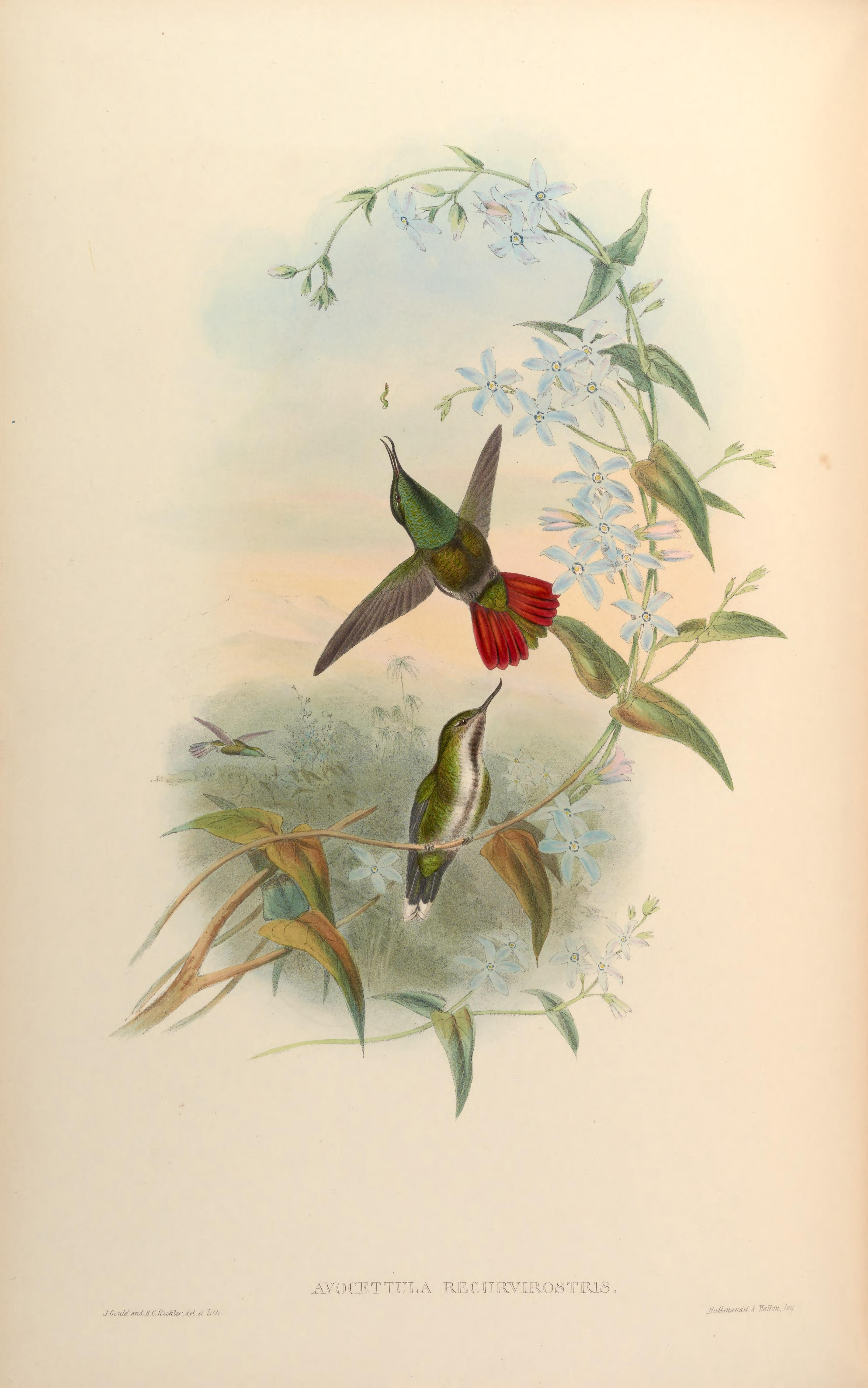
Шилодзьобі колібрі-манго

Довжина птаха становить 8-10 см, довжина крила 52 см, довжина хвоста 29 мм, вага 4,3 г. У самців верхня частина тіла темно-бронзово-зелена. Горло і груди блискучі, смарагдово-зелене, середина живота чорна. Центральні стернові пера темно-чорнувато-зелені, крайні стернові пера зверху фіолетові, знизу пурпурово-мідно-червоні. Крила чорнувато-фіолетові. Дзьоб короткий з різко вигнутим кінчиком, чорний, довжиною 15 мм. Лапи чорні.
У самиць верхня частина тіла, верхні покривні пера крил і боки зелені або синьо-зелені. Нижня частина тіла біла, від підборіддя до гузки іде чорна смуга. Верхня частина хвоста зелена, нижня сталево-синя, дві пари крайніх стернових пер мають білі кінчики. Забарвлення молодих птахів є подібне до забарвлення самиць, однак нижня сторона хвоста у них мідно-червона.

## Поширення і екологія
Шилодзьобі колібрі-манго мешкають на сході Венесуели, в Гаяні, Суринамі, Французькій Гвіані і Бразилії (від Акрі до Токантінса і Мараньяна), в також на сході Еквадору в басейні річки Напо. Вони живуть у вологих саванах, на узліссях вологих тропічних лісів, в заростях поблизу виходів на поверхню гранітових скель і поблизу річок. Зустрічаються на висоті до 500 м над рівнем моря.
Шилодзьобі колібрі-манго живляться нектаром квітучих чагарників з родів Clusia і Dioclea , рухаючись за певним маршрутом, а також комахами, яких ловлять в польоті або збирають з нижньої сторони листя. Іноді вони проколюють квітку біля основи, "викрадаючи" нектар. Початок сезону розмноження різниться в залежності від регіону, в Суринамі він триває з вересня по грудень. Гніздо невелике, чашоподібне, робиться з 'мяких рослинних волокон і павутиння, прикріплюється до горизонтальної гілки, на висоті від 5 до 12 м над землею. В кладці 2 яйця.